# Скажені перегони
«Скаже́ні перего́ни» (англ. Drive Angry) — американський екшн канадського режисера Патріка Люсьє із Ніколасом Кейджем у головній ролі. Прем'єра кінофільму відбулася в США 25 лютого 2011 року, в Україні — 03 березня того ж року.
Автор українського перекладу — Сергій SKA Ковальчук.

## Сюжет
Джон Мілтон — вбивця, що повстав з мертвих задля того, щоб помститися за свою доньку лідерові секти Джону Кінгу й врятувати свою онучку. Кінг дізнався, як відкрити ворота в пекло й збирається зробити це, ритуально вбивши немовля. Матір'ю своїй онуці Джон Мілтон обирає дівчину Пайпер, яку зустрічає в забігайлівці. Мілтона супроводжує Наглядач — помічник диявола, який має забрати його назад до пекла.

## У головних ролях
- Ніколас Кейдж — Джон Мілтон;
- Ембер Герд — Пайпер;
- Вільям Фіхтнер — Наглядач;
- Біллі Берк — Джона Кінг;
- Девід Морс — Вебстер;
- Кеті Міксон — Норма Джин;
- Прюїтт Тейлор Вінс — Рой;
- Том Аткінс — Кеп;

## Кінокритика
На сайті Rotten Tomatoes кінофільм отримав рейтинг у 45% (50 схвальних відгуків і 60 несхвальних). На сайті Metacritic «Скажені перегони» здобули оцінку в 44 бали зі 100.